# Mater
Mater is een dorp in de Belgische provincie Oost-Vlaanderen en een deelgemeente van de stad Oudenaarde, het was een zelfstandige gemeente tot aan de gemeentelijke herindeling van 1971. Het is qua oppervlakte de grootste deelgemeente. Mater ligt in de Vlaamse Ardennen.
Buiten de dorpskern bestaat Mater hoofdzakelijk uit landerijen, weiden en akkers, die alle op een zeer heuvelachtig, glooiend terrein gelegen zijn. Om deze reden, en omdat veel wegen nog met kasseien zijn aangelegd, zijn de Abeelstraat, Kerkgate, Holleweg en Ruitersstraat in Mater een vast onderdeel van wielerwedstrijden zoals de Ronde van Vlaanderen. Er zijn restanten van een Romeins legerkamp ontdekt in de buurt van de Casterstraat, die etymologisch op castrum (kamp) teruggaat.

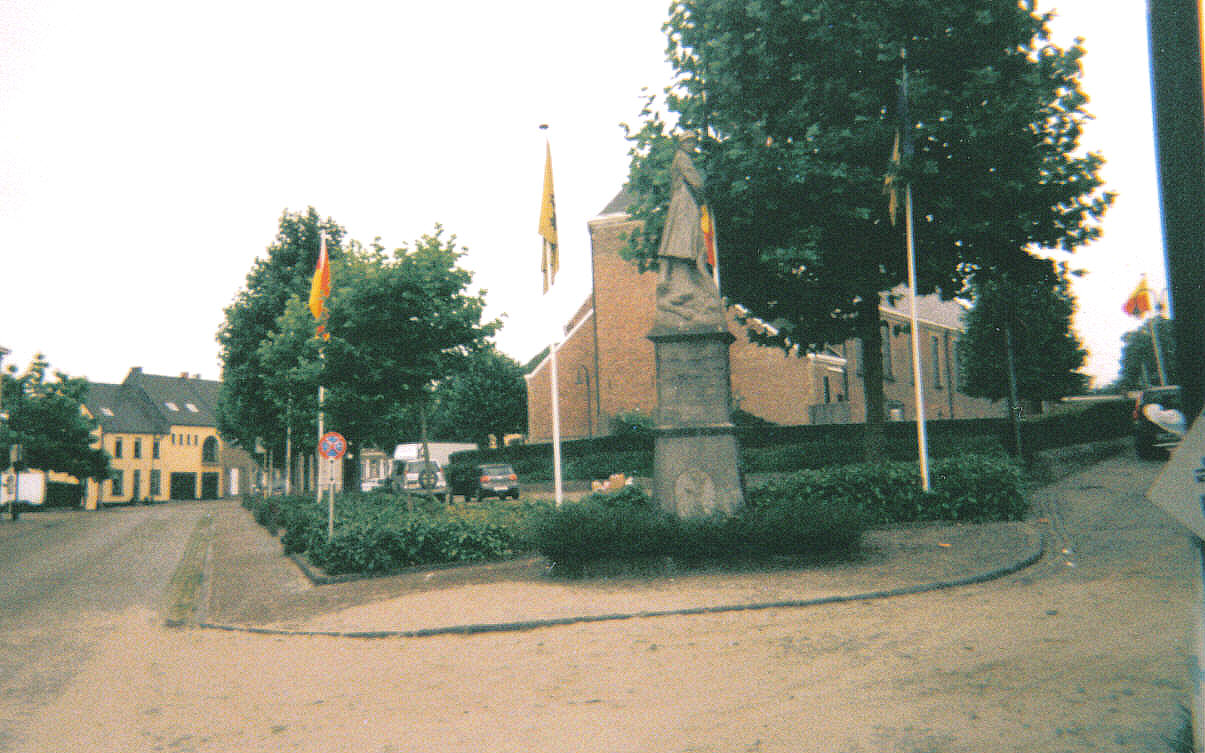
Het Matersplein

## Geschiedenis
Mater werd begin 10e eeuw voor het eerst vermeld als Materna, wat teruggrijpt op de Keltische moedergodin Matrone en de oude naam van de Sint-Amelbergabeek zou zijn. Er werden inderdaad sporen van een Gallo-Romeinse nederzetting aangetroffen. Amelberga zou later dan de plaats van de moedergodin hebben ingenomen. Al in de vroege middeleeuwen, schattingen gaan terug tot de 6e eeuw. Volgens een legende zou Sint-Amelberga in de 8e eeuw een kerk te Mater hebben gebouwd. Ook zou in de omgeving van de vroegere kerk een burcht hebben bestaan die de zetel was van een heerlijkheid welke later aan het geslacht De Gavre kwam. Deze waren ook heer van Schorisse en lieten aldaar in de 13e eeuw een kasteel oprichten als zetel van de baronie waar ook Mater deel van uitmaakte.
Het dorp bleef landelijk met als uitzondering de Brouwerij Roman die een industrieel karakter verkreeg. Sinds de 18e eeuw werd ook mineraalwater geproduceerd onder de naam Sint-Amelberga-bronnen. Een tweede brouwerij, die onder meerdere namen (Van Butsele, Verlinden..) opereerde, sloot in 1968 de poorten.
In 1960 werd nog een sociale woonwijk aan het dorp toegevoegd.

## Bezienswaardigheden

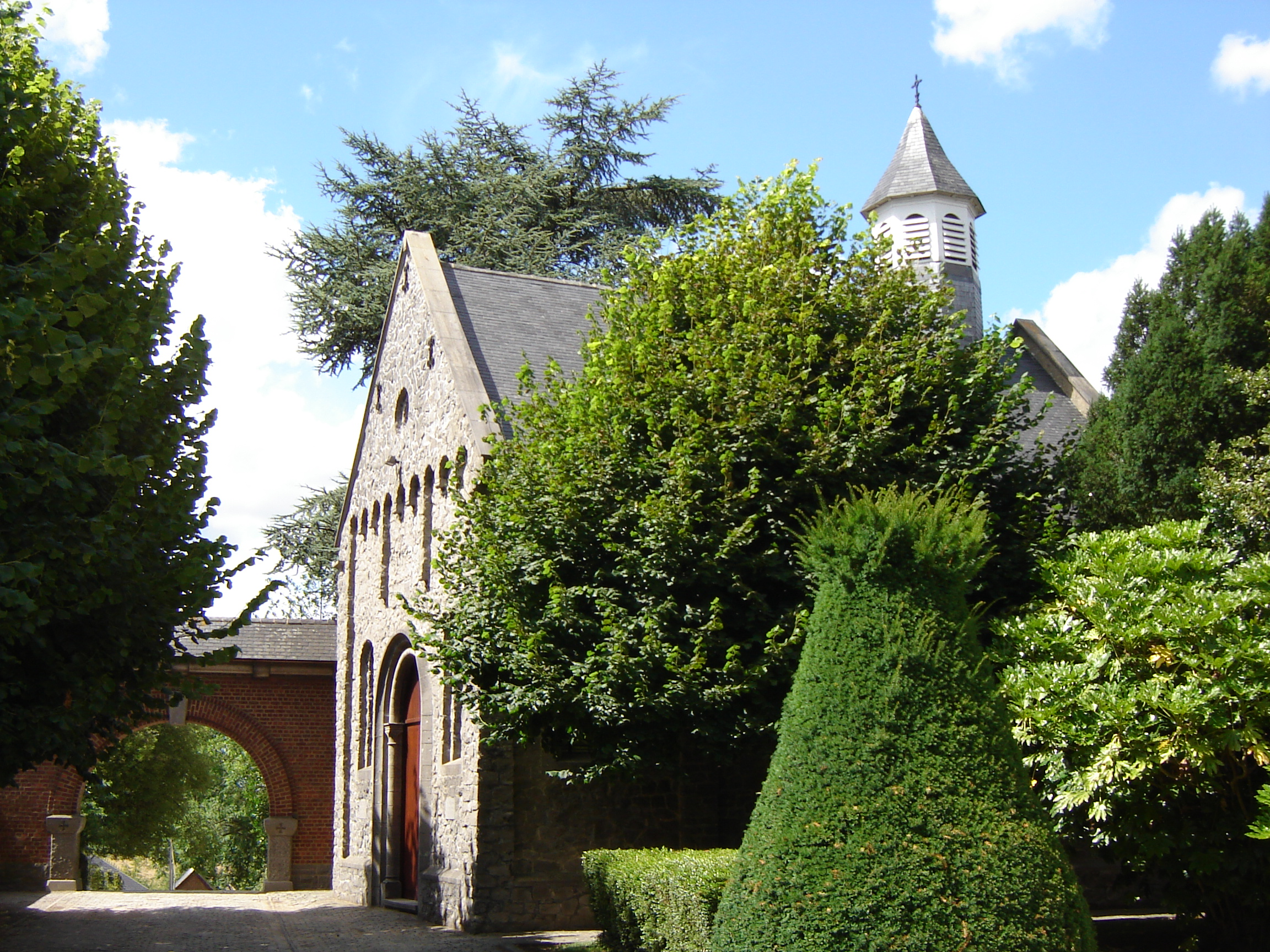
De Sint-Amelbergakapel

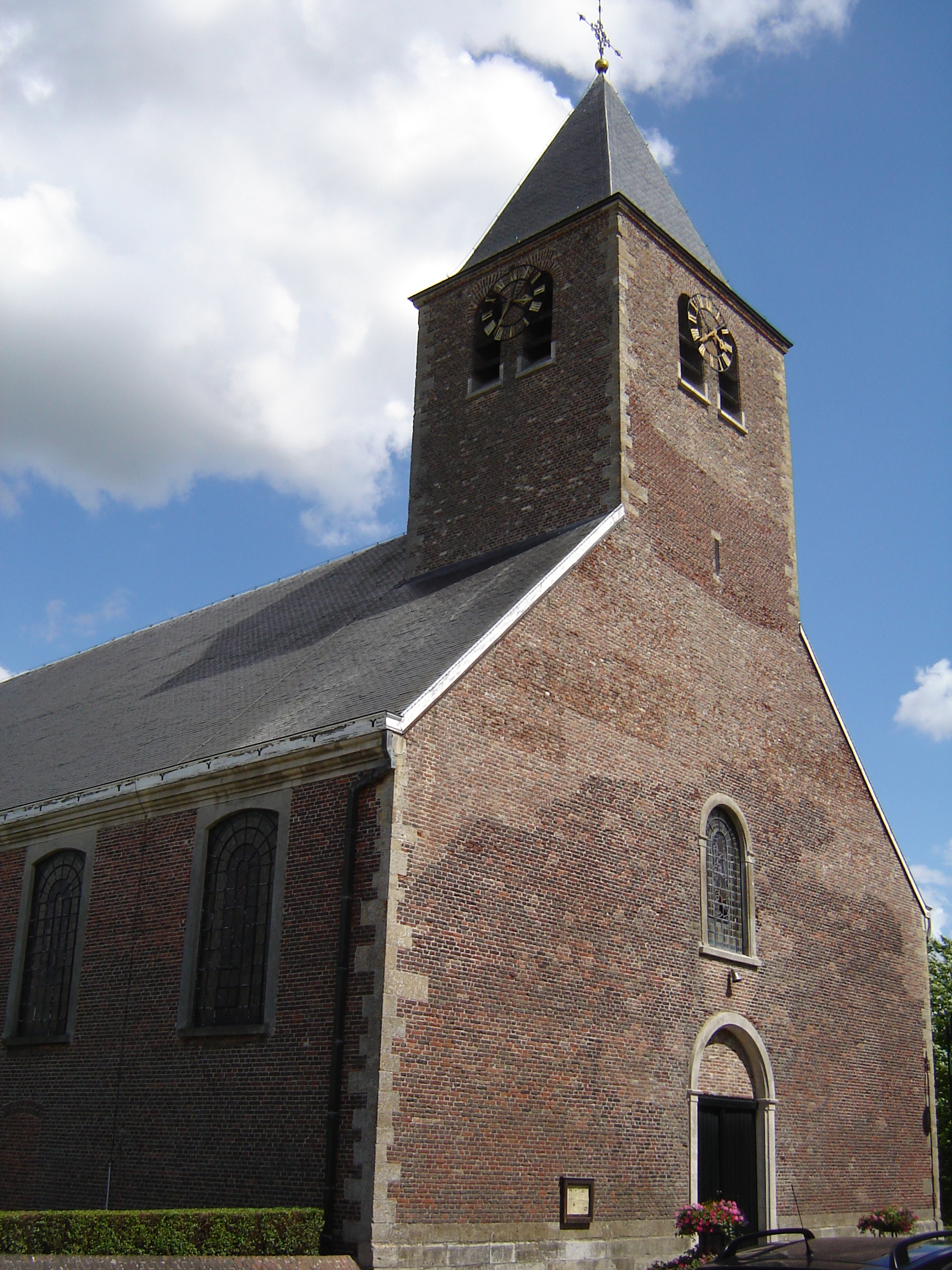
De Sint-Martinuskerk

- Het dorp heeft een groot plein, het Matersplein, waaraan de 18e-eeuwse Sint-Martinuskerk gelegen is.
- Achter de kerk bevindt zich een ten dele veel oudere Sint-Amelbergakapel, die aan de Materse patroonheilige Sint-Amelberga gewijd is. Deze kapel werd in de vroege 20e eeuw grondig gerestaureerd, nadat ze als stal dienst had gedaan. Volgens de overlevering werd Amelberga in de vroege 8e eeuw achternagezeten door Karel Martel, naar wie een straatnaam verwijst. Zij vond beschutting in Mater en schiep er op miraculeuze wijze de naar haar vernoemde bronnen door met een zeef water te scheppen uit de waterput van een plaatselijke gierige boer en het vervolgens op een akker te laten wegdruppelen. De Sint-Amelbergakapel zou zich op dezelfde plaats bevinden waar het hutje van Amelberga stond, al zijn er tot op heden geen archeologische werkzaamheden uitgevoerd om deze theorie te verifiëren. Ook is er een klein kapelletje te vinden in de Sint-Amelberga straat. In deze kapel zit een waterput, een natuurlijke bron.
- De gerestaureerde Tissenhovemolen.
- De Zwadderkotmolen
- Het Onze-Lieve-Vrouw-Visitatieklooster

## Organisaties en verenigingen
Mater telt verscheidene organisaties en verenigingen. Hieronder een opsomming: 
- Feestcomité Mater: deze groep mensen organiseert jaarlijkse evenementen, zoals de kermis, nieuwjaarsreceptie, Mater Zingt, ...
- KSA Mater: de plaatselijke jeugdbeweging met elke zaterdag activiteit.
- Kon. Harmonie 'De Eendracht': plaatselijke harmonie, opgericht begin 20ste eeuw. Elke vrijdag is er repetitie in OC 'De Drie Sleutels'.
- Mater Runners: plaatselijke loopclub.
- ToMat: toneelvereniging.

## Evenementen
Tot de plaatselijke tradities behoren de Amelbergaprocessie. Deze processie is in wezen een jaarlijkse ommegang ter ere van Amelberga, die in vroeger tijden bedoeld was om een vruchtbare oogst af te smeken. Men voert soms aan dat de enige keer dat de oogst in Mater volledig mislukte, in 1888, te wijten was aan het feit dat dat jaar de processie niet had plaatsgevonden. Heden ten dage is de ommegang, die traditioneel te paard verloopt, een lokale toeristische trekpleister. Elk jaar worden de Maternaren tot de processie uitgenodigd door een trommelaar, een fluitist en een nar, die van huis tot huis trekken. In de ochtend van de ommegang worden er vanaf 5 uur 's morgens kanonschoten gegeven. Dit is symbolisch bedoeld als teken voor de ruiters om hun paarden klaar te maken. Na de ruiterommegang is er een mis in de kerk van Mater. Er staan ook enkele kraampjes op het Materplein die aan de kinderen het nodige vertier bezorgen.
De Fiertel is een gebruik dat afstamt van Prosper de Maeght, een 19e-eeuwse inwoner van Eine, en bestaat uit een karavaan van komische taferelen, uitgebeeld op karren die met tractoren van straat naar straat getrokken worden. Gewoonlijk worden deze sketches door plaatselijke inwoners zelf geschreven. 
Ook is er de jaarlijkse kermis. Deze vindt plaats tijdens het eerste weekend van september. Het feestcomité organiseert verscheidene activiteiten. Op het materplein, het centrale dorpsplein, staan er kraampjes en is er een feestzone, waar naar goede gewoonte een optreden wordt gegeven door de plaatselijke harmonie van Mater, en ook een openluchtfuif plaatsvindt. 

## Economie
Door de afgelegen ligging telt Mater nauwelijks handelszaken. De bedrijvigheid is vooral op landbouw gericht, met uitzondering van Brouwerij Roman, bekend van de Ename-abdijbieren en de speciale 'bruintjes'. Ze wordt als een van de laatste echte Oudenaardse brouwerijen beschouwd.
Tussen 2008 en 2021 had Mater ook een kleine onafhankelijke brouwerij: Brouwerij Smisje. Deze brouwde op natuurlijke wijze het bier Smiske met Amelberga bronwater, mout, Belgische hop uit Vlamertinge en biergist. Het resultaat was een blond bier met een bittere toets.

## Nabijgelegen kernen
Ename, Volkegem, Sint-Maria-Horebeke, Welden, Nederzwalm

## Natuur en landschap
Mater ligt in de Vlaamse Ardennen en de hoogte varieert van 15-102 meter. In het oosten loopt de Oossebeek noordwaarts in de richting van de Schelde.

## Demografische ontwikkeling
- Bronnen:NIS, Opm:1831 tot en met 1961=volkstellingen

## Externe links

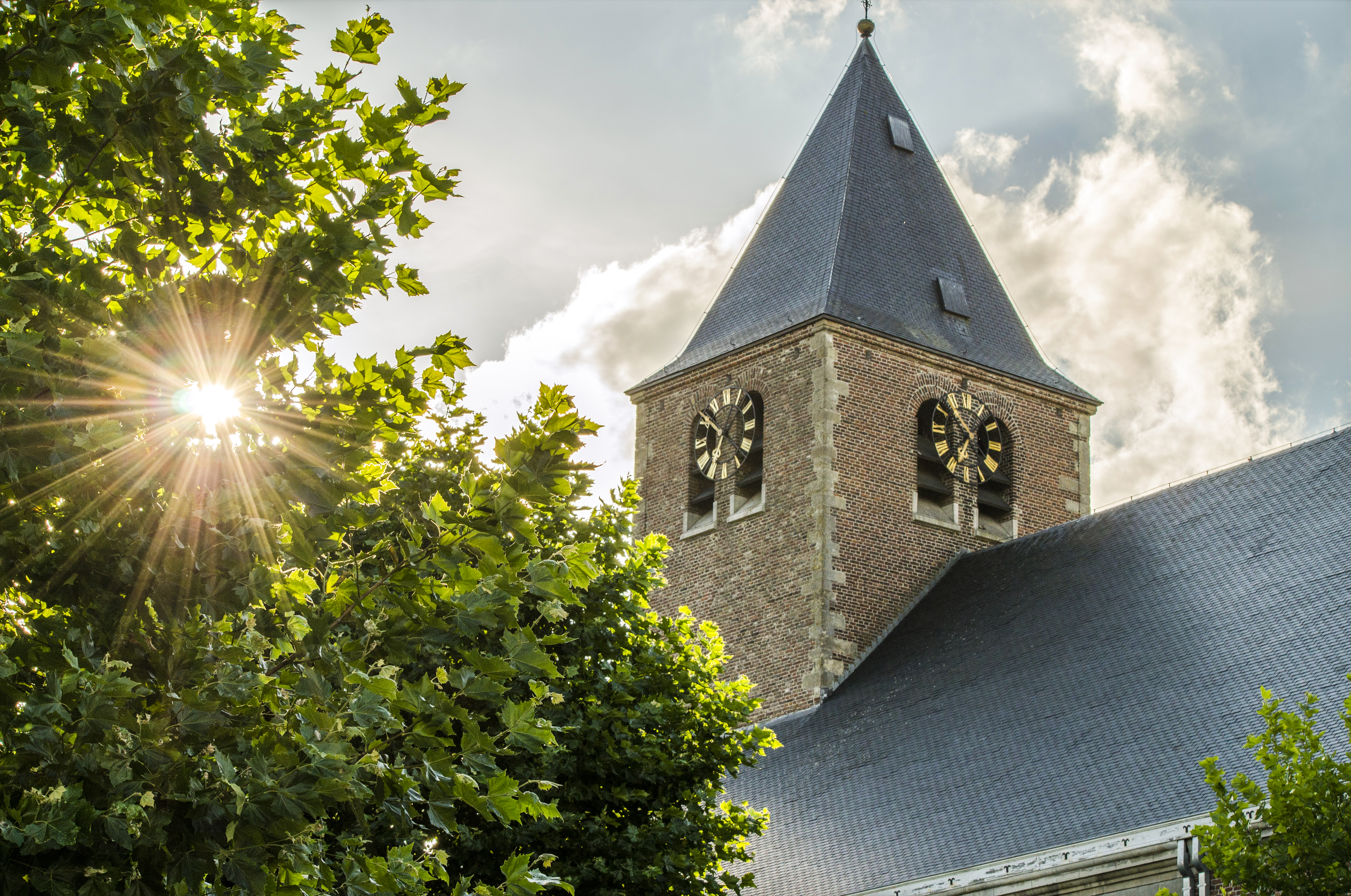
Kerk Mater